# Aoplus thujarum
Aoplus thujarum là một loài tò vò trong họ Ichneumonidae.